# 香港过树蛇
香港过树蛇（学名：Dendrelaphis hollinrakei），一种发现于香港石鼓洲的爬行动物，隶属于游蛇科过树蛇属。

## 形态特征
香港过树蛇身体细长。身体背面呈棕色，两侧各有一条淡黄色条纹。腹面发白，带有蓝色或绿色光泽。头部眼部至下颌角有一条黑色条纹。